# ترانه‌شناسی خشایار اعتمادی
در زیر فهرست کاملی از ترانه‌های اجرا شده و آلبوم‌های خشایار اعتمادی قرار دارد.

## آلبوم‌ها

### لیلا
| ترانه      | ترانه‌سرا      | آهنگساز       | تنظیم کننده |
| ---------- | ------------- | ------------- | ----------- |
| جسارت      | مریم حیدرزاده |               |             |
| خط قرمز    | فاطمه جعفری   |               |             |
| بسه دیگه   | مریم دلشاد    |               |             |
| شعر دلتنگی | فرامرز کیارس  | بردیا کیارس   | بردیا کیارس |
| داش آکل    |               | فردین خلعتبری |             |
| لیلا       | پویا کسری     | پدرام کشتکار  |             |
| شهزاده شب  |               |               |             |
| دوشینه     | هلالی جغتایی  |               |             |

### دلشوره(۱۳۷۷)
| ترانه     | ترانه‌سرا            | آهنگساز   | تنظیم کننده |
| --------- | ------------------- | --------- | ----------- |
| دلشوره    | اکبر آزاد           | بابک بیات | فواد حجازی  |
| منجی      | اکبر آزاد           | بابک بیات | فواد حجازی  |
| نوای غربت | اکبر آزاد           | بابک بیات | فواد حجازی  |
| دیباچه    | محمدرضا شفیعی کدکنی | بابک بیات | فواد حجازی  |
| بهونه     | بامداد جویباری      | بابک بیات | فواد حجازی  |
| همسفر     | ایرج جنتی عطائی     | بابک بیات | فواد حجازی  |

### یادته
| ترانه        | ترانه‌سرا      | آهنگساز          | تنظیم کننده      |
| ------------ | ------------- | ---------------- | ---------------- |
| نارفیق       | جهانگیر صبری  | جهانگیر صبری     | پدرام کشتکار     |
| دنیای تکراری | افشین یداللهی | شاهین یوسف زمانی | شاهین یوسف زمانی |
| آواره        | افشین یداللهی | مرتضی شفیع       | عمادرضا نکویی    |
| دوستان       | افشین یداللهی | فریبرز لاچینی    | فردین خلعتبری    |
| شب گریز      | افشین یداللهی | فردین خلعتبری    | فردین خلعتبری    |
| یادته        | اکبر آزاد     | شاهین یوسف زمانی | شاهین یوسف زمانی |
| دیگه دیره    | فرهاد شیبانی  | تورج شعبانخانی   | فردین خلعتبری    |
| فصل شکستن    | رضا اشعاری    | مرتضی شفیع       | بردیا کیارس      |

### خاتون
| ترانه        | ترانه‌سرا       | آهنگساز            | تنظیم کننده        |
| ------------ | -------------- | ------------------ | ------------------ |
| غوغا         | افشین یداللهی  | سهیل و سروش دهبستی | سهیل و سروش دهبستی |
| پروانگی      | فاطمه جعفری    | محمد رضا عقیلی     | فردین خلعتبری      |
| شب و شبنم    | محمد صالح اعلا | خشایار اعتمادی     | فردین خلعتبری      |
| عکس تو       | اکبر آزاد      | آکبر آزاد          | فردین خلعتبری      |
| ای عشق       | افشین یداللهی  | سهیل و سروش دهبستی | سهیل و سروش دهبستی |
| خاتون        | شهرام دانش     | مرتضی شفیع         | فردین خلعتبری      |
| فطرت آیینه   | اکبر آزاد      | اکبر آزاد          | فردین خلعتبری      |
| قصه بی وفایی | مرتضی سلیمانی  | مرتضی شفیع         | فردین خلعتبری      |

### مثل هیچ‌کس[۱]
| ترانه            | ترانه‌سرا      | آهنگساز        | تنظیم کننده    |
| ---------------- | ------------- | -------------- | -------------- |
| ترانه تا قیامت   | مریم حیدرزاده | تورج شعبان‌خانی | شادمهر عقیلی   |
| گفتگو            | مریم حیدرزاده | تورج شعبان‌خانی | تورج شعبان‌خانی |
| مثل هیجکس        | مریم حیدرزاده | تورج شعبان‌خانی | تورج شعبان‌خانی |
| به خاطر من       | مریم حیدرزاده | تورج شعبان‌خانی | تورج شعبان‌خانی |
| ترانه به خاطر تو | مریم حیدرزاده | تورج شعبان‌خانی | فردین خلعتبری  |
| خلوت یک شاعر     | مریم حیدرزاده | تورج شعبان‌خانی | تورج شعبان‌خانی |
| یک سبد آرزوی کال | مریم حیدرزاده | تورج شعبان‌خانی | تورج شعبان‌خانی |
| نامه‌های بی جواب  | مریم حیدرزاده | تورج شعبان‌خانی | تورج شعبان‌خانی |
| زیر درخت آرزو    | مریم حیدرزاده | تورج شعبان‌خانی | تورج شعبان‌خانی |
| ترانه هوای رفتن  | مریم حیدرزاده | تورج شعبان‌خانی | فواد حجازی     |

### طعنه
| ترانه    | ترانه‌سرا  | آهنگساز            | تنظیم کننده        |
| -------- | --------- | ------------------ | ------------------ |
| پریزاد   | پویا کسری | سهیل و سروش دهبستی | سهیل و سروش دهبستی |
| تحملم کن | پویا کسری | پدرام کشتکار       |                    |
| نازنین   |           |                    |                    |
| بیگانه   | پویا کسری | خشایار اعتمادی     |                    |
| رفیق     |           |                    |                    |
| بی قرار  |           | پدرام کشتکار       | پدرام کشتکار       |
| فریاد    | پویا کسری | خشایار اعتمادی     |                    |
| مارو باش |           |                    |                    |
| طعنه     |           |                    |                    |
| پای تو   |           |                    |                    |
| بی کلام  |           |                    |                    |
| بی کلام  |           |                    |                    |

### عاشقی هرکی هرکی شد
| ترانه                | ترانه‌سرا       | آهنگساز        | تنظیم کننده |
| -------------------- | -------------- | -------------- | ----------- |
| تلافی                | مریم دلشاد     | خشایار اعتمادی | نوید سپهر   |
| رقص بید              | پویا کسری      | خشایار اعتمادی | نوید سپهر   |
| عاشقی هر کی هر کی شد | پویا کسری      | خشایار اعتمادی | نوید سپهر   |
| دردسر                | ترانه مکرم     | خشایار اعتمادی | نوید سپهر   |
| آتیش بازی            | پویا کسری      | خشایار اعتمادی | نوید سپهر   |
| واسه چشمات           | پویا کسری      | خشایار اعتمادی | نوید سپهر   |
| رسم زندگی            | سعید خلیفه پور | خشایار اعتمادی | نوید سپهر   |
| رقص بید              | بی کلام        | خشایار اعتمادی | نوید سپهر   |

### خدا تورو ببخشه
| ترانه              | ترانه‌سرا                  | آهنگساز                    | تنظیم کننده |
| ------------------ | ------------------------- | -------------------------- | ----------- |
| دیگه محاله         | مریم دلشاد خشایار اعتمادی | خشایار اعتمادی             | رسول رسولی  |
| وقتی تو نیستی پیشم | پویا کسری                 | خشایار اعتمادی             | رسول رسولی  |
| از دست تو ناراحتم  | پویا کسری                 | خشایار اعتمادی             | رسول رسولی  |
| خدا تو رو ببخشه    | افشین سیاهپوش             | رسول رسولی                 | رسول رسولی  |
| سقوط               | مریم دلشاد                | خشایار اعتمادی             | رسول رسولی  |
| نکنه بری عزیزم     | بابک صحرایی               | خشایار اعتمادی             | رسول رسولی  |
| دیگه رفتم          | محمد علیزاده              | محمد علیزاده               | رسول رسولی  |
| غوغا               | افشین یداللهی             | سهیل دهبستی خشایار اعتمادی | رسول رسولی  |

### باید به تو برگردم
| ترانه               | ترانه‌سرا    | آهنگساز       | تنظیم کننده   |
| ------------------- | ----------- | ------------- | ------------- |
| دلت می خواد کی باشم | روزبه بمانی | بهروز صفاریان | بهروز صفاریان |
| مدارا               | روزبه بمانی |               |               |
| بن‌بست               | روزبه بمانی |               |               |
| مردونه تمومش کن     | روزبه بمانی |               |               |
| رفتن تو             | روزبه بمانی |               |               |
| گلایه               | پدیده       |               |               |
| باید به تو برگردم   | روزبه بمانی |               |               |
| یک نفر هست          | روزبه بمانی | علیرضا افکاری | علیرضا افکاری |

### تو محکومی به برگشتن
| نام ترانه                        | ترانه‌سرا        | آهنگساز       | تنظیم کننده   |
| -------------------------------- | --------------- | ------------- | ------------- |
| منو انقد عاشق کن                 | روزبه بمانی     | علیرضا افکاری | علیرضا افکاری |
| تو محکومی به برگشتن              | روزبه بمانی     | فرزاد فتاحی   | فرزاد فتاحی   |
| نمی دونی و می‌دونم (با رضا صادقی) | افشین مقدم      | علیرضا افکاری | آرون حسینی    |
| هدف                              | افشین مقدم      | علیرضا افکاری | علیرضا افکاری |
| تقدیر                            | بابک صحرایی     | علیرضا افکاری | سیروان خسروی  |
| نامه                             | داوود رحمت‌اللهی | علیرضا افکاری | علیرضا افکاری |
| تو هم رفتی                       | روزبه بمانی     | علیرضا افکاری | علیرضا افکاری |
| فقط از من بخواه                  | افشین مقدم      | علیرضا افکاری | علیرضا افکاری |
| چرا انقد زیبایی                  | روزبه بمانی     | علیرضا افکاری | علیرضا افکاری |

## تک آهنگ ها
| ترانه                        | ترانه‌سرا                              | آهنگساز                    | تنظیم کننده  | توضیح                                                                             |
| ---------------------------- | ------------------------------------- | -------------------------- | ------------ | --------------------------------------------------------------------------------- |
| دیر به فکر افتادی            | پوریا ربیعی                           |                            |              |                                                                                   |
| خاک آستان علی(ع)             | مظاهر مصفا                            | فواد حجازی                 | فواد حجازی   | این اهنگ در البوم فصل آشنایی است                                                  |
| من و تو و درخت و بارون       | احمد شاملو                            | شادمهر عقیلی               | فواد حجازی   | این اهنگ در البوم فصل آشنایی می باشد برای همین کار اهنگ سازی با شادمهر عقیلی بوده |
| اجاق سرد                     | نیما یوشیج                            | فردین خلعتبری              |              |                                                                                   |
| خواهشا                       | هادی زینتی                            |                            |              |                                                                                   |
| برگشتم                       |                                       |                            |              |                                                                                   |
| یه حرفی تو دلم مونده         |                                       |                            |              |                                                                                   |
| عشق چند ساله                 |                                       |                            |              |                                                                                   |
| بهت (به همراه یاسر داوودیان) | سام شرف زاده، هادی زینتی، لیلا اشکانی | مرتضی شفیع، خشایار اعتمادی | حامد برادران |                                                                                   |
| نگار من                      | شوریده شیرازی                         | حامد برادران               | حامد برادران |                                                                                   |
| تداعی کن                     | یاسر داوودیان                         | یاسر داوودیان              | حامد برادران |                                                                                   |
| بازی تقدیر                   |                                       |                            |              |                                                                                   |
| تو چرا انقدر زیبایی          |                                       |                            |              |                                                                                   |
| فقط از من بخواه              |                                       |                            |              |                                                                                   |
| نامه                         |                                       |                            |              |                                                                                   |
| تقدیر                        |                                       |                            |              |                                                                                   |
| علی (ع)                      | پویا کسری                             |                            |              |                                                                                   |
| زلزله بم                     | پویا کسری                             |                            |              |                                                                                   |
| کشاورز (3 ترانه)             | پویا کسری                             |                            |              |                                                                                   |